# Marina Nazionale Repubblicana
La Marina Nazionale Repubblicana, también conocida como Armada de Guerra Republicana, fue la armada de la República Social Italiana, constituida en septiembre - octubre de 1943, y entró oficialmente en funcionamiento en enero de 1944 y se dedicaba principalmente a patrullar las costas y colocar minas antibuque.. La grave escasez de recursos y la actitud desconfiada de los aliados alemanes que preferían el nombramiento del propio Borghese como subjefe de la Marina Nazionale Reppublicana el 14 de febrero de 1944 por parte de Junio Valerio Borghese propiciaron una recuperación del sector operativo.

## Historia

### La rendición de la Regia Marina
Sobre la base de las cláusulas del armisticio de Cassibile, firmado por Italia el 3 de septiembre de 1943 y anunciado el 8 de septiembre siguiente, las unidades de la Regia Marina recibieron la orden de entregarse a los Aliados: sólo una pequeña minoría de unidades no pudo o no quiso cumplir la orden o no pudo hundirse para evitar ser capturada por los alemanes; algunos departamentos, o partes de ellos, eligieron por su propia voluntad continuar la guerra junto al Tercer Reich; posteriormente y en épocas posteriores, fueron equipadas con algunas de las unidades navales capturadas por los alemanes en los puertos. Algunas pequeñas unidades, amarradas en Istria y Dalmacia, se entregaron espontáneamente a los alemanes porque no pudieron cumplir el armisticio. Cláusulas o tras las nuevas disposiciones dictadas el 10 de septiembre por los mandos del Ejército Real de Venezia Giulia, de Dalmacia y de Albania que, presionados por el avance de Tito, en contraste con las órdenes recibidas se había dispuesto lo contrario. Las unidades en cuestión conservaron la bandera y el mando italianos, con el compromiso de no ser utilizadas contra sus compatriotas.
Entre estos, los principales fueron:
- la Xª Flotilla MAS en La Spezia, bajo el mando del capitán de fragata Junio Valerio Borghese
- la base del submarino Atlántico BETASOM de Burdeos, bajo el mando del capitán de buque Enzo Grossi
- la base de submarinos de Constanta en el Mar Negro
- la Escuela Antisom de Varignano cerca de La Spezia, bajo el mando del capitán del barco Achille Zoli
- Algunas unidades italianas más pequeñas estacionadas en el Adriático que constituían la "Flotilla de Dragado de Venecia"

Algunas de estas unidades, situadas en el Adriático, desobedeciendo las órdenes de Supermarina, participaron en los días siguientes al Armisticio en el desembarco en el puerto de Zara y en la ocupación de las islas de Cerso, Lussino y Veglia que habían sido ocupadas por los partisanos de Tito. El 21 de septiembre, la Pola escapó del control alemán y se trasladó a Brindisi, donde se había refugiado el legítimo gobierno italiano ([[Reino del Sur]). Lo mismo ocurre también con el torpedero Pilo y el remolcador Porto Conte que durante una escolta a los buques mercantes que trasladaban la división "Brennero" a Trieste se alejaron para pasar las líneas. Posteriormente, las unidades restantes fueron reunidas en la "Flotilla de Dragado de Venecia" e incluidas en la Kriegsmarine.

### La Comisaría del Ministerio de Marina
El 9 de septiembre 1943 el almirante Raffaele de Courten, antes de trasladarse a Brindisi con el rey, convocó una reunión en la que nombró a los almirantes Emilio Ferreri y a los almirantes Emilio Ferreri como Comisarios del Ministerio Luigi Sansonetti con el compromiso de cumplir las cláusulas del armisticio. El 25 de septiembre Sansonetti logró alcanzar las líneas angloamericanas. Al almirante Ferreri, que se quedó solo, los alemanes le ofrecieron colaboración para investigar sus intenciones, pero fue en vano. Tras el nacimiento de la República Social Italiana y la creación en Belluno de la subsecretaría de Marina confiada al almirante Antonio Legnani, Ferreri dimitió y el 30 de septiembre entregó las funciones del Ministerio al  almirante del equipo  Mario Falangola que pasó a ser el nuevo Comisario.

### La reorganización de la Armada Republicana

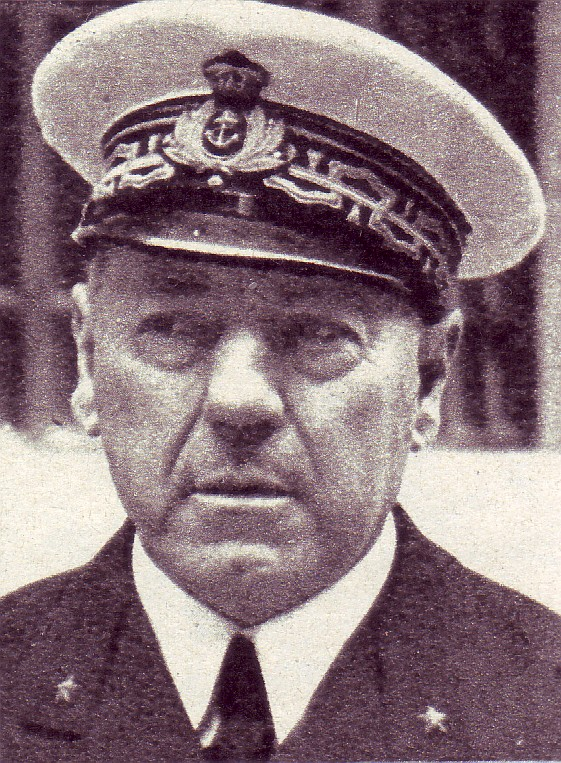
Almirante Antonio Legnani, primer Subsecretario de Marina

Legnani, habiendo asumido también el papel de jefe de Estado mayor de la Armada, comenzó a reorganizar las oficinas romanas, al frente de las cuales colocó a todos los hombres de probada confianza, incluido Ferrini. El trabajo de Legnani pronto llegó a su fin tras su muerte el 20 de octubre en un accidente de tráfico. El Capitán de Navío Ferruccio Ferrini tomó su lugar y trató de continuar su trabajo concluyendo la refundación de toda la estructura de mando. En diciembre entró en contacto con las autoridades alemanas con el objetivo de promover la creación de una fuerza naval compuesta por unidades que operaran bajo bandera italiana y alemana. El proyecto, sin embargo, no fue aceptado por el almirante Karl Dönitz, quien pospuso la reunión con Ferrini hasta una fecha por determinar. También integró la Xª Flotilla MAS (Xª Flotilla MAS (República Social Italiana)) de Junio Valerio Borghese dentro de la Armada Republicana, Decima Flottiglia nostra....
Esta decisión llevó a un duro conflicto con la Decima Mas (Xª Flotilla MAS (República Social Italiana)) que, hasta ese momento, había permanecido completamente autónoma. De hecho, el 9 de enero 1944 los capitanes de barco Bedeschi y Tortora, enviados para asumir el mando de las fuerzas terrestres de la Décima Mas, fueron detenidos por los comandantes del batallón Maestrale y del [[batallón de Nadadores-Paracaidistas] ] y entregado a la Guardia Nazionale Reppublicana. El 13 de enero, temiendo que se estuviera preparando un golpe de Estado, el gobierno del RSI hizo arrestar a Borghese. Los temores resultaron infundados</ref>Jack Greene y Alessandro Massignani, El príncipe negro, Junio Valerio Borghese y la Xª MAS, Oscar Mondadori, 2008, pag. 172.</ref> y Borghese fue puesto en libertad el 25 del mismo mes.
Una vez aclarada la situación, Mussolini destituyó a Ferrini y, el 14 de febrero, nombró al contralmirante Giuseppe Sparzani en su lugar. Borghese se convirtió en subjefe de gabinete y tenía bajo sus órdenes todas las actividades operativas de Marina. Sin embargo, el despido de Ferrini bloqueó los planes para crear una fuerza naval autónoma. Otros contactos con los alemanes fueron iniciados por el nuevo subsecretario Sparzani quien, en conversaciones celebradas el 17 de febrero 1944, obtuvo el interés alemán en la creación de departamentos navales con unidades transferidas de la Kriegsmarine y personal italiano a bordo. . En realidad, a pesar de los acuerdos, la transferencia alemana de unidades navales no se produjo.
Entre noviembre y diciembre de 1943 se establecieron los Comandos de Servicios Marinos (Maricoser), que tenían su base en Génova (Tirreno) y Venecia (Adriático). Además, se creó un comando de submarinos en Pola, que luego se transfirió a La Spezia.
Posteriormente el "Maricoser" se transformó en los "Comandos Operativos de Marina", que unificó a la Armada Republicana y la Xª Flotilla del MAS bajo un único mando. Dentro del OZAK había dos Comandos Operativos de la Marina, en Trieste y Pola.
También se creó una publicación quincenal, denominada "Marina Repubblicana" y confiada al almirante Ubaldo Degli Uberti, jefe de la oficina de prensa de la Marina.
En mayo de 1944 se constituyó la X MAS División de Infantería de Marina "Xª", dependiente de la Armada, mientras que la 3ª División de Infantería de Marina "San Marco" dependía del Ejército republicano nacional.

## Las fuerzas disponibles
Los activos navales de que disponía la Marina Nazionale Reppublicana eran pocos. En los distintos astilleros bajo la jurisdicción de la República Social Italiana como La Spezia, Génova y Venecia, se recuperaron una docena de submarinos, seguidos de diez minisubmarinos [ [CB class ]] mientras tanto se reunió en Caproni. También hubo 14 MAS solamente parcialmente operativos, seis torpederos a motor de los cuales sólo uno está operativo, el Pegaso y el Cefalo como buques de apoyo y los dos cazadores de submarinos Equa y Landi.
La Escuela Antisom de Varignano trajo consigo el antiguo Aviso F 15 Batailleuse francés y siete Anti Submarine Watch (VAS)  y el remolcador Capo d'Istria.
La Flotilla de Dragado de Venecia, estacionada en Venecia, aunque seguía siendo parte de la Kriegsmarine, fue entregada a la Armada Republicana. Por lo tanto, las distintas unidades conservaron el acrónimo alemán pero enarbolaron la bandera italiana y fueron puestas bajo el mando de oficiales italianos.
En Génova, las autoridades alemanas entregaron el portaaviones Aquila (Aquila (portaaviones)), 90% listo, pero en junio de 1944 un bombardeo aliado del puerto lo dañó gravemente.
Aparte de algunas acciones bélicas esporádicas, los buques de guerra de la Armada Republicana se dedicaban principalmente al patrullaje costero y a la colocación de minas navales. Acciones significativas en el Tirreno fueron los dos bombardeos nocturnos del 2 y 23 de marzo 1944 contra el puerto de Bastia en Córcega y los ataques cerca del frente en Toscana del 25 , 26 de julio y 31 de agosto. Por lo demás, las acciones puramente bélicas eran prerrogativa del X MAS.

### Betasom y submarinos oceánicos
En el momento del armisticio en la base naval de Betasom, en la costa atlántica de Francia, comandada por el capitán del buque Enzo Grossi, se separaron tres submarinos oceánicos, el [ [Almirante Cagni (submarino) |Cagni]], el Finzi y el Bagnolini. El Cagni que estaba en la misión aceptó el armisticio y se dirigió al puerto aliado de Durban donde fue recibido con el honor de las armas. Los otros dos operaron durante un corto tiempo bajo las banderas de la República Social Italiana, luego el 14 de octubre de 1943 fueron incorporados a la Kriegsmarine. Cincuenta especialistas regresaron a Italia y fueron incorporados a la Xª Flotilla del MAS (República Social Italiana). 60: "Estos hombres fueron incorporados por los internados militares italianos, fueron utilizados como defensa costera. Posteriormente se formó el batallón Longobardo que, al regresar a Italia, también se incorporó al 59: "Fueron utilizados para defender la costa, a excepción de una unidad que regresó a Italia para incorporarse a la División FKM del
La 1.ª División de Fusileros de la Marina del Atlántico fue creada para la defensa costera y participó en la Batalla de Normandía.
El Bagnolini, que transportaba personal mixto italo-alemán, fue utilizado para misiones de transporte de materias primas con Japón y fue hundido cerca del Cabo de Buena Esperanza  el 11 de marzo de 1944.

### El canal
El primer y mayor problema que surgió en el camino fue el de los barcos pesados que, en cumplimiento de las cláusulas del armisticio Armisticio de Cassibile, habían zarpado en gran medida para entregarse a los aliados; los vehículos que habían sido abandonados en los puertos italianos habían sido objeto de la habitual operación de sabotaje por parte de las tripulaciones.
Sólo tres barcos de línea lograron realizar alguna función: el Caio Mario, que sirvió como depósito flotante de combustible en Spezia, el Vesuvio y el 'Etna que tenía la función de baterías antiaéreas flotantes en Trieste.|Estas unidades parecen haber sido confiscadas por la Kriegsmarine y nunca asignadas a la MNR
Finalmente, estaban las unidades pequeñas, que eran, con diferencia, las más eficientes.
Según el historiador Giorgio Pisanò eran:
- 21 Motoscafi Armati Silurante (MAS) de los cuales sólo 7 estaban operativos;
- 21 mototorpederos (MS) de los cuales sólo 2 estaban operativos;
- 18 Corvette de los cuales sólo 1 (La Batailleuse) estaba operativo, ya en vigor en la escuela antisubmarina de Varignano. Otros 25 Corvettes, bajo el mando de la Kriegsmarine, operaron con una tripulación mixta italo-alemana;
- 22 Mirador antisubmarino (VAS), de los cuales sólo 4 estaban operativos.

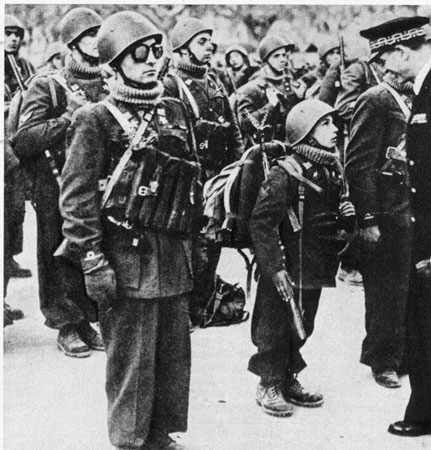
Marino de la Xª MAS

### Infantería de Marina
- Xª Flotilla del MAS
- Xª División de Infantería de Marina
  - 1er Regimiento de Infantería de Marina "San Marcos"
  - 2º Regimiento de Infantería de Marina "Scirè"
  - 3er Regimiento de Infantería de Marina "Condottieri"
- 1.ª División de Fusileros de la Marina del Atlántico